# Diretrizes de contribuição
As diretrizes de contribuição, também chamadas de guia de contribuição, geralmente indicadas pelo arquivo CONTRIBUTING.md, é um arquivo de texto que mantenedores de um projeto de software de código aberto adicionam com o objetivo de descrever como outras pessoas podem contribuir para o projeto.
O arquivo explica como qualquer pessoa pode se envolver em atividades como a formatação de código ou o envio de patches
A existência do arquivo em um pacote deve aumentar a chance de um projeto receber contribuições, mas, em muitos casos, as contribuições recebidas não seguem as instruções do arquivo.

Apesar disso, ter diretrizes de contribuição favorece consideravelmente o sucesso de projetos que dependem de contribuições dos usuários.